# Juan van der Hamen
Juan van der Hamen y Gómez de León (Madrid, aprile 1596 – Madrid, 28 marzo 1631) è stato un pittore spagnolo di origine olandese.
Fu ottimo ritrattista e paesaggista, ma la sua fama è legata alla produzione di nature morte, genere nel quale si rivelò il più talentuoso artista della sua generazione.

## Biografia

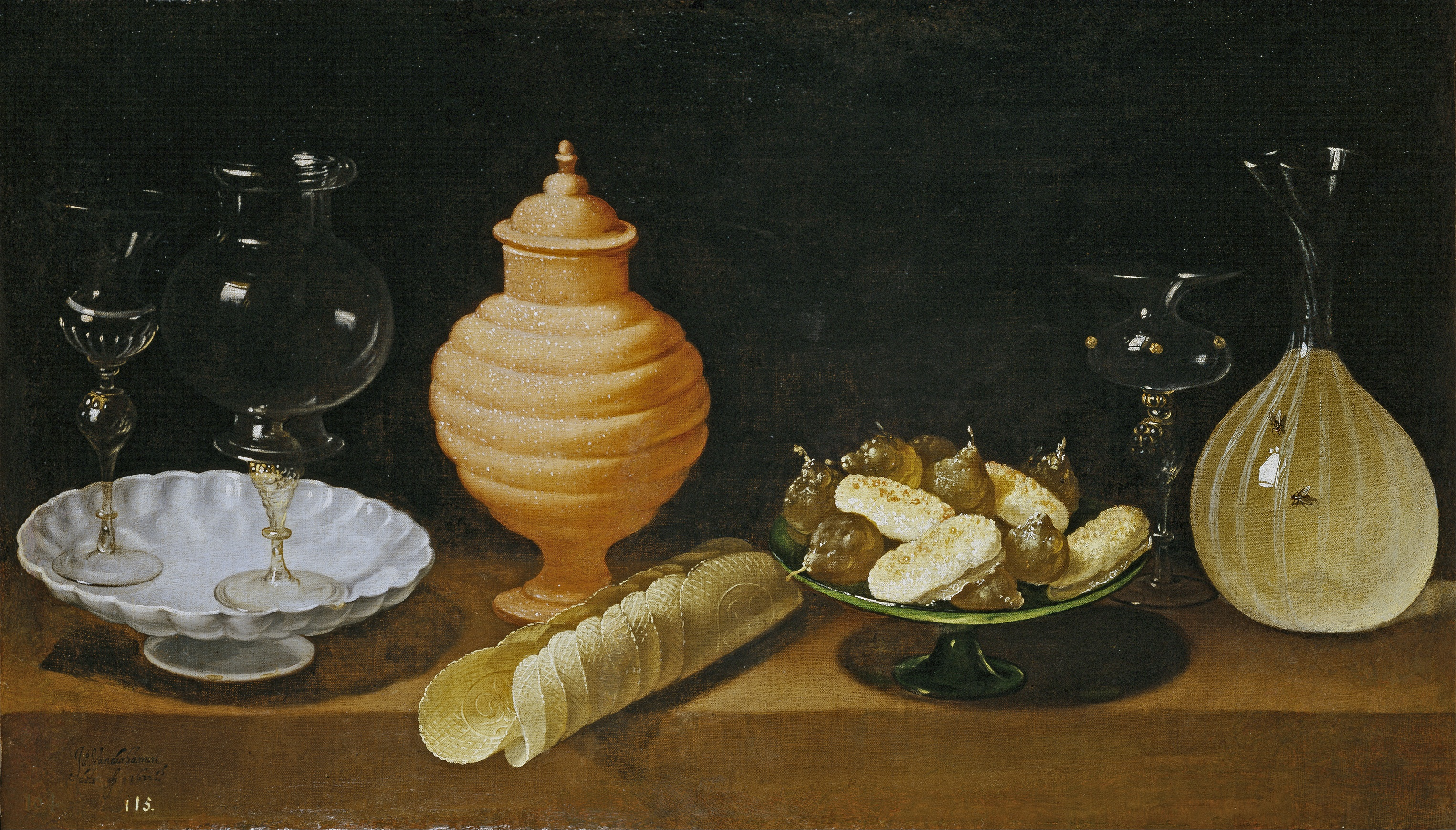
Dulces, 1622, Museo del Prado

Nacque a Madrid da una famiglia aristocratica di origini fiamminghe, mentre la nonna materna era discendente da una nobile famiglia di Toledo, i Gómez de León. Come il padre, divenne membro della Guardia Fiamminga reale (Archeros del Rey), che aveva il compito di proteggere la persona del Re. Il suo status di patrizio gli diede libero accesso a Palazzo Reale e a corte, dove poté stringere relazioni che gli saranno utili per il suo futuro artistico.
I suoi primi dipinti furono grandemente influenzati dall'arte di Juan Sánchez Cotán, ma nel 1621 egli eseguì copia di una recente natura morta di Frans Snyders Natura morta con frutta e uccelli. Con questa opera, chiaro omaggio a Snyders, comincia il suo avvicinamento all'arte fiamminga. Dopo Sanchez Cotán, pioniere del bodegón, fu lui a portare le più grandi innovazioni del nuovo genere pittorico in Spagna. Troviamo nelle sue tele: argenti dorati, porcellane, preziosa vetreria veneziana; e ancora cucchiai d'argento, marmellate, miele, ciliegie e dolcetti.

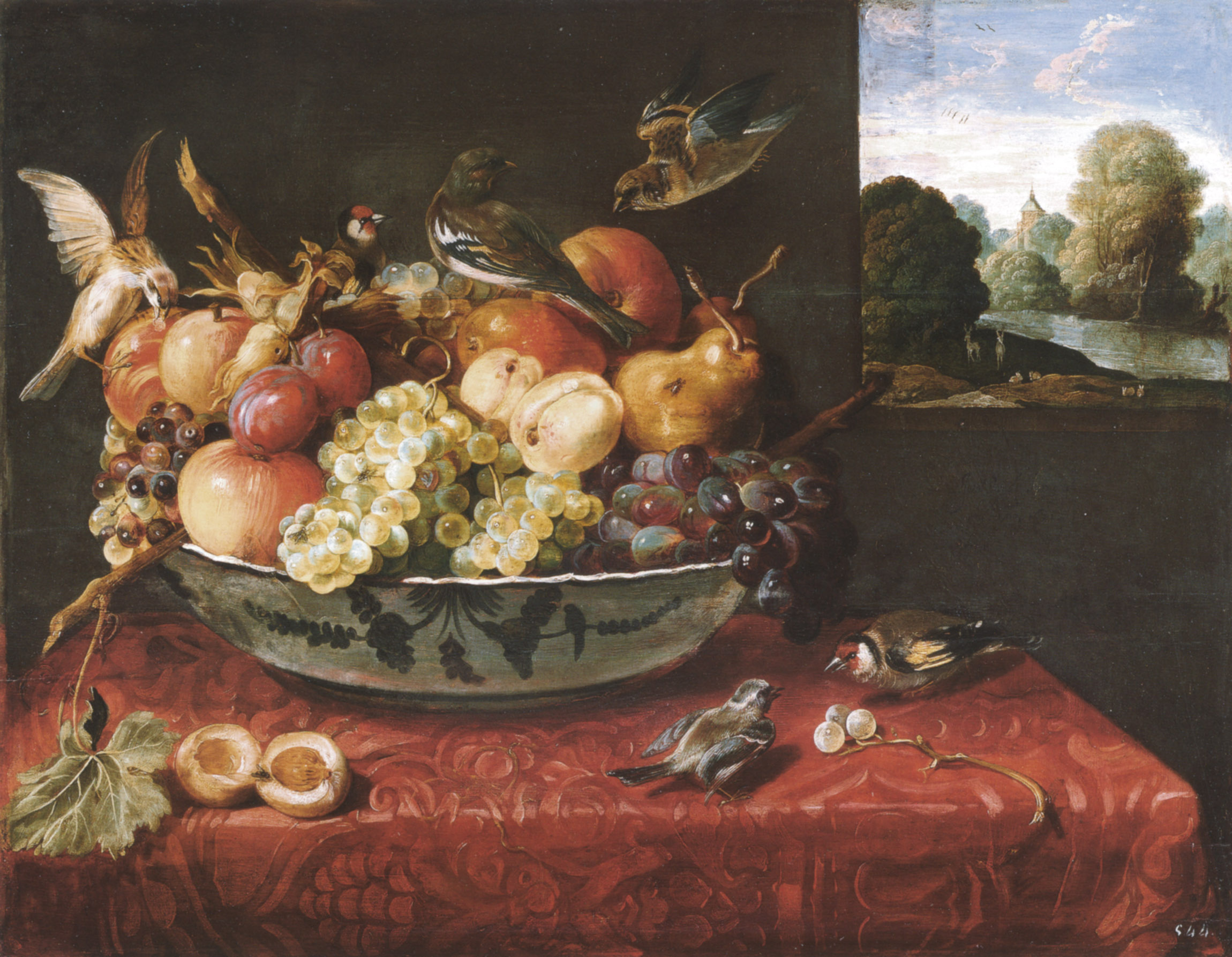
Frutta e uccelli, El Escorial

La domanda per le nature morte di Van der Hamen fu enorme tra i collezionisti di Madrid, le sue opere furono acquistate persino dai grandi di Spagna.
Fu Van der Hamen ad introdurre il motivo delle ghirlande, seguendo l'esempio degli artisti olandesi ed italiani. Oltre ad alcune opere di sapore mitologico, da ricordare la splendida composizione Offerta a Flora (Museo del Prado), dove rivela la sua grande capacità figurativa.
Quando morì, ancora giovane, a 35 anni, poeti e letterati di corte, suoi amici, lo piansero a lungo. Disse Juan Pérez de Montalbán: "Se fosse vissuto, sarebbe diventato il più grande"